# Tenuipalpus victoriae
Tenuipalpus victoriae är en spindeldjursart som beskrevs av De Leon 1967. Tenuipalpus victoriae ingår i släktet Tenuipalpus och familjen Tenuipalpidae. Inga underarter finns listade i Catalogue of Life.